# Pastora de Los Llanos
No confundir con los desaparecidos Pastora BBC o Pastora de Occidente
Pastora de Los Llanos fue un equipo de béisbol de la Liga Venezolana de Béisbol Profesional, en Venezuela durante las temporadas de 1997-98 hasta 2006-07. Establecidos en la ciudad de Acarigua-Araure en el estado Portuguesa, jugaban en el Estadio Bachiller Julio Hernández Molina. 
Pastora de Los Llanos fue asignado a la división occidental en reemplazo de Pastora de Occidente, el cual tenía base en la ciudad de Cabimas, estado Zulia.
En sus 11 temporadas, Pastora había sido caracterizado como un equipo batallador, avanzando a la Post Temporada en 7 oportunidades, pero que nunca avanzó a una gran final. Lo más cercano que estuvieron de una fue en la temporada 99-2000 cuando en un juego extra por el pase a la final contra las Águilas del Zulia (a la postre campeones de esa temporada), sucumbieron de local ante los Navegantes del Magallanes. Pese al éxito inicial, los lácteos tendrían un pésimo desempeño en la temporada siguiente, donde incluso perdieron un juego de semifinal contra Magallanes que se tuvo que repetir debido a la violación del roster del equipo Pastora. Al año siguiente, los llaneros caerían una vez más en la Post Temporada mientras que en la cancelada 2002-03, Pastora tuvo récord de 12-37 para el 1 de diciembre, eliminación la cual parecía inevitable.
En el campeonato 2003-04, Pastora lideró por última vez la División Occidental con la mejor marca, 36-27, pero cayendo una vez más en el Round Robin. La siguiente temporada fue la última en la que se vería el uniforme púrpura en la semifinal. Luego caerían eliminados en sus dos últimas temporadas. Los malos resultados, sumada a la falta de apoyo, la poca asistencia y las perdidas monetarias que el equipo venía sufriendo, obligarían al dueño a vender el equipo.
Empezando la temporada 2007-08, la franquicia desapareció y en su lugar fue creada una nueva en la Isla de Margarita, llamada Bravos de Margarita.
El bajo rendimiento del equipo a través de los años y el poco interés del público; fueron determinantes para el cese del equipo.